# Номентум
Номентум (Nomentum) e древен латински град в Лацио, разположен на пътя Виа Номентана, водещ до Рим. Днешното му име е Ментана.
Основан е от цар Тарквиний Приск. Става колония на Алба Лонга.
През 493 пр.н.е. e съюзен със сабините и в Латинския съюз. Участва в битката при Регилското езеро против Рим. От 338 пр.н.е. e римски муниципиум.
В Номентум папа Лъв III се среща с Карл Велики на 23 ноември 799 г.